# Hexatoma semilunata
Hexatoma semilunata är en tvåvingeart som beskrevs av Alexander 1937. Hexatoma semilunata ingår i släktet Hexatoma och familjen småharkrankar. Inga underarter finns listade i Catalogue of Life.